# Vergottinova pećina
Vergotinova pećina je paleoantropološko nalazište, 1300 m sjeverno od Nove Vasi, sjeverozapadno od Poreča. Ulaz joj se nalazi u plitkoj vrtači na 85 m nadmorske visine. Jednostavno je građena, sastoji se od horizontalnoga hodnika 45 m duljine, širine do 6 m, visine 1,2 – 1,8 m, kojega je tlo ispunjeno kvartarnim naslagama. U središnjem dijelu pećine iskopana je 1976. istražna sonda kojoj je dno bilo na 90 cm dubine. Pronađeno je mnoštvo skeletnih ostataka životinja gornjopleistocenske hladnodobne klime. Skeletni ostatci čovjeka mlađega paleolitika bili su iz skupine Homo sapiens fossilis. Služio se kremenim oruđem i ložio je vatru.